# Naka
Naka (jap. 那珂市, -shi) ist eine Stadt in Japan in der Präfektur Ibaraki.

## Geographie
Naka liegt südlich von Hitachi und nördlich von Mito.

## Geschichte
Die Stadt Naka wurde am 21. Januar 2005 aus den ehemaligen Gemeinden Naka und Urizura gegründet.

## Verkehr
- Zug:
  - JR Suigun-Linie
- Straße:
  - Jōban-Autobahn nach Tokio oder Iwaki
  - Nationalstraße 6 nach Tokio oder Sendai
  - Nationalstraße 118, 349

## Angrenzende Städte und Gemeinden
- Mito
- Hitachinaka
- Hitachi-Ōta
- Hitachi
- Hitachi-Ōmiya
- Tōkai